# Zorro legendája (film)
A Zorro legendája (The Legend of Zorro) egy 2005-ben bemutatott amerikai kosztümös-romantikus kalandfilm, melyet Martin Campbell rendezett. A filmben a főszereplők Antonio Banderas, Catherine Zeta-Jones, Adrian Alonso és Rufus Sewell.

## Cselekmény
"1850. Kalifornia szegény és elkeseredett népe a határán van annak, hogy 31. államként csatlakozzon az Unióhoz, a kormányzó nyilatkozata által. Egy történelmi szavazás jelenti sorsuk alakulásának és a szabadság ígéretének kulcsát..."
A faluban a szavazás végeztével lelakatolják a ládát, hogy elküldjék a szavazatokat a kormányzónak. Ám megjelenik McGivens az embereivel, hogy elvegye a ládát. Persze Zorro is megérkezik és látványos üldözést követően visszaszerzi a szavazatokat. Azt viszont nem veszi észre, hogy közben két férfi – az időlegesen elvesztett maszk miatt – meglátja az arcát. Miután eljuttatta a ládát a kormányzónak és hazatért, bájos neje, Elena örömmel fogadja. Nem csak a tagállamiság miatt, hanem azért is, hogy Alejandro végre szakít a kettős élettel. Alejandro szerint viszont még három hónapig szükség van erre. Ezen aztán össze is vesznek.
Másnap, miután iskolába kísérte fiát, Elena a piacon sétálva észreveszi, hogy két férfi követi. Ugyanaz a két férfi – Harrigan és Pike -, aki nemrég megtudta Zorro kilétét. Egy sikátorban rendesen ellátja a bajukat, de végül pisztolyt fognak rá. Megzsarolják Elenát, aki ennek eredményeképpen válóper iránti kérelmet nyújt be, melyet Phineas Gendler ügyvéd ad át Alejandro-nak.
Három hónappal később Lupe, a szolgálólány ébreszti Alejandro-t, egy átmulatott éjszaka és egy szökőkútbeli fürdőzés utáni délutánon. Felipe atya érkezik, aki egy új pince avatására hívja el. Eközben Joaquin Quintero atya óráján alaposan kihúzza a gyufát. Az ablakon át és a zászlórúdon leereszkedve menekül – éppen apja elé érkezve. Miközben Alejandro leszidja a fiút, találkoznak Guillermo-val és Blanca-val, akik hálálkodnak a kapott kölcsönért, de Alejandro közli velük, hogy nem kölcsön volt, hanem ajándék. Felbukkan McGivens, aki – mint megtudjuk, nem először – 500 dollárt ajánl a földjükért. Alejandro is közbeszól, mire McGivens pofon vágja. Miután Alejandro épp az imént oktatta ki fiát, hogy verekedni nem helyes, nem üt vissza. Joaquin ezért gyávának tartja.
Az esti mulatságban kiderül, hogy a birtok egy francia grófé, a neve Armand. Ráadásul a gróf kísérője nem más, mint Elena. Felipe próbálja hazafelé terelni a felháborodott Alejandro-t, aki viszont már maradni akar. Rövid idő alatt alaposan leissza magát és kérdőre vonja a lányt, aki már csak azért sem tudja tisztázni a dolgot, mert Harrigan és Pike állandóan figyelik. Odáig fokozódik a helyzet, hogy Elena arcul üti Alejandro-t, aki távozik. Miközben Tornádó nyergében ücsörögve tovább folytatja az ivászatot, egy hatalmas robbanás tanúja lesz. Másnap a piacon Alejandro, illetve Armand és Elena találkoznak. A férfiak természetesen rögtön összeakaszkodnak. A gróf kihívja Alejandro-t egy lovaspóló viadalra, ahol megpróbálja megölni. Hogy véget vessen a küzdelemnek, Elena kicsatolja Alejandro nyeregszíját, ezzel gyakorlatilag az életét menti meg.
Felipe atya tudatja Alejandro-val, hogy McGivens az embereivel Cortezhez készülődik. Zorro azonnal odasiet, így Felipe atya megy az iskolába Joaquin-ért. McGivens túszul ejti Blanca-t és a ranch tulajdoni lapját követeli cserébe. Zorro is megjelenik, eldobatja a fegyvert a támadókkal, majd igyekszik maga után csalni őket, ám McGivens átlát a szitán. Miközben a házat támadják, Blanca kijut és a pajtába menekül, ahol tűz üt ki. Zorro mindent elkövet, hogy megmentse a családot, de McGivens megöli Guillermo-t és elvágtat. Alejandro felháborodásában előbb Istentől kéri számon a történteket, majd lehiggadva egy utolsó esélyért fohászkodik Zorro számára. Eközben Elena postagalamb segítségével értesíti Harrigan-t és Pike-ot, hogy este vacsorára hivatalos Armand kastélyába. Az étkezést követően Elena a mosdóba indul – valójában bizonyítékot keres Armand ellen. Talál is, nevezetesen egy távírót, egy éppen beérkező üzenettel, a végén az Orbis Unum aláírással. Alejandro ezalatt kihallgatja McGivens és Armand beszélgetését. Dolguk végeztével szó szerint egymásba botlanak az egyik erkélyen. Alejandro szeretné, ha Elena végre színt vallana, de közben Armand is megjelenik és megkéri Elena kezét, aki egy "határozott talán"-nal válaszol, majd fiára hivatkozva távozik.
Másnap Joaquin az osztályával Quintero atya kíséretében ellátogat Bear Pointhoz, ahol először húzták fel Kalifornia állam zászlaját, 1846. június 14-én. McGivens és bandája is megjelenik. Joaquin elrejtőzik az egyik szekéren és velük tart, hogy kikémlelje a szándékaikat. Megfigyelés közben a fiú lelepleződik, de Zorro éppen jókor érkezik, hogy megmentse. Egy láda fedelén egy Föld körül tekergő kígyót és ugyanazt az Orbis Unum szöveget találja, mint Elena a titkos üzenet végén, Joaquin-től pedig megtudja, hogy a ládákban szappan volt.
Felipe atya egy kódexben bukkan rá az Orbis Unum szövegre, mely latinul van, azt jelenti: Egy Világ. Egy ezeréves jövendölés szerint nyugaton létrejön egy állam, ami fenyegeti a kígyót, ami csak úgy élhet tovább, ha az az állam elpusztítja önmagát. Armand és Elena újabb randevút beszélnek meg, aminek Joaquin is fültanúja lesz. Harrigan és Pike foglyul ejtik Alejandro-t. Ekkor derül ki, hogy ők a Pinkerton magánnyomozói, akik jelenleg az Államok kormányának megbízásából tevékenykednek. Elmagyarázzák Alejandro-nak a helyzetet, remélve hogy békén hagyja Elenát, hogy az zavartalanul folytathassa kémtevékenységét. Elena Armand-hoz indul, szándékosan jóval korábban a megbeszéltnél, hogy tovább nyomozhasson. Közben Joaquin apját keresi, hogy figyelmeztesse, de a kocsma pincéjében köt ki. Szerencsére az szomszédos a börtönnel, ahol apja raboskodik. Joaquin segítségével Alejandro kiszabadul, a fiút biztonságba helyezi Felipe atyánál és Elena megmentésére indul. Ő éppen Aragon Lovagjainak megbeszélését szeretné kihallgatni, de előbb el kell intéznie az őröket. Zorro is megérkezik, ketten együtt ellátják a bajukat, majd gyorsan tisztázzák az elmúlt időszak eseményeit. Kihallgatják az összeesküvők gyűlését, így tudomást szereznek a nitroglicerinről és Armand terveiről. Ezalatt McGivens jelenik meg a templomban, lelövi Felipe atyát és elrabolja Joaquin-t.
Elena és Alejandro Armand pincéjében megtudja, hogy hogyan tervezik elszállítani az előállított robbanóanyagot, valamint azt is, hogy Armand visszamegy a haciendára. Így hát a szőlőkön átvágva igyekszik még előtte visszaérni. Zorro előkészíti a nitroglicerin-szállítmány felrobbantását. Elena mit sem sejtve lát neki a galambpástétom-vacsorának, de hamarosan kiderül, hogy lelepleződött, a két magánnyomozó pedig halott. McGivens is megérkezik a fiúval. Alejandro – látva, hogy Elena és Joaquin is fogoly – kénytelen letenni a robbantásról. Elfogják és letépik a maszkját. Armand vonatra száll a túszaival, meghagyva embereinek, hogy amint elmentek, végezzenek vele. Szerencsére erősítés érkezik a holtnak hitt Felipe atya személyében. Miután ellátták a gazemberek baját, Alejandro a vonat után ered, hogy kiszabadítsa családját. Sikerül is feljutnia a szerelvényre. Elena kiszökik a kupéból és útnak indítja a város felé, majd megküzd Ferroq-kal, mialatt Zorro és Armand szintén élet-halál harcot vívnak. Közben Joaquin szokás szerint nem azt csinálja, amire kérték, hanem a vonatot megelőzve, a tagállamiságot – pont a síneken – ünneplő tömeget menti meg, elterelve a vonatot. Elena és Alejandro közös erővel végre megadják Armand-nak, ami neki jár, majd otthagyják őt és a vesztébe rohanó szerelvényt. Még idejében odaérnek a csatlakozást ünneplő tömeghez és együtt ünnepelnek. A zárójelenetben Elena és Alejandro ismét örök hűséget fogadnak egymásnak.

## Szereplők
| Szerep                           | Színész               | Magyar hang       |
| -------------------------------- | --------------------- | ----------------- |
| Don Alejandro de la Vega / Zorro | Antonio Banderas      | Selmeczi Roland   |
| Elena de la Vega                 | Catherine Zeta-Jones  | Tóth Enikő        |
| Joaquin de la Vega               | Adrian Alonso         | Morvay Bence      |
| Armand                           | Rufus Sewell          | Schnell Ádám      |
| Jacob McGivens                   | Nick Chinlund         | Barbinek Péter    |
| Phineas Gendler                  | Pepe Olivares         | Katona Zoltán     |
| Quintero atya                    | Tony Amendola         | Horányi László    |
| Guillermo Cortez                 | Gustavo Sanchez-Parra | Crespo Rodrigo    |
| Blanca                           | Giovanna Zacarías     | Kiss Anikó        |
| Riley kormányzó                  | Pedro Armendáriz, Jr. | Kristóf Tibor     |
| A kormányzó felesége             | Mary Crosby           | Illyés Mari       |
| Felipe atya                      | Julio Oscar Mechoso   | Besenczi Árpád    |
| Harrigan                         | Michael Emerson       | Várkonyi András   |
| Pike                             | Shuler Hensley        | Haás Vander Péter |
| Ferroq                           | Raúl Méndez           | Fehér Péter       |
| Marie                            | Mar Carrera           | Koffler Gizella   |
| Lupe                             | Alexa Benedetti       |                   |
| Beauregard ezredes               | Leo Burmester         | Cs. Németh Lajos  |

## Díjak és jelölések
- The Stinkers Bad Movie Awards (2005) – The Spencer Breslin Award for Worst Performance by a Child – Adrian Alonso
- Young Artist Awards (2006) – Young Artist Award – Adrian Alonso